# Campeonato Mundial de Tiro de 2010
El L Campeonato Mundial de Tiro se celebró en Múnich (Alemania) entre el 30 de julio y el 10 de agosto de 2010 bajo la organización de la Federación Internacional de Tiro Deportivo (ISSF) y la Federación Alemana de Tiro Deportivo.
Las competiciones se realizaron en el Pabellón Olímpico de Tiro de la capital bávara. 

## Resultados

### Masculino
| Evento                                 | Oro                                   | Plata                                  | Bronce                                   |
| -------------------------------------- | ------------------------------------- | -------------------------------------- | ---------------------------------------- |
| Rifle 3 posiciones 300 m (10.08)       | Marcel Bürge · Suiza · 1182 pts.      | Vebjøern Berg · Noruega · 1179+58 pts. | Josselin Henry Francia 1179+51 pts.      |
| Rifle 3 posiciones 300 m (equipos)     | Suiza · 3516                          | Francia 3513                           | Noruega · 3503                           |
| Rifle en pos. tendida 300 m (06.08)    | Stefan Raser · Austria · 599          | Vebjøern Berg · Noruega · 598          | Marcel Zobrist · Suiza · 598             |
| Rifle en pos. tendida 300 m (equipos)  | Reino Unido 1792                      | Austria · 1791                         | Francia 1790                             |
| Rifle estándar 300 m (08.08)           | Josselin Henry Francia 587            | Robert Markoja Eslovenia 585           | Vebjøern Berg · Noruega · 584            |
| Rifle estándar 300 m (equipos)         | Suiza · 1745                          | Noruega · 1744                         | Eslovenia 1740                           |
| Rifle 3 posiciones 50 m (04.08)        | Péter Sidi · Hungría · 1275,6         | Han Jinseop Corea del Sur 1274,2       | Nemanja Mirosavljev Serbia 1273,3        |
| Rifle 3 posiciones 50 m (equipos)      | Rusia · 3504                          | Noruega · 3501                         | Ucrania · 3500                           |
| Rifle en pos. tendida 50 m (02.08)     | Sergéi Martinov · Bielorrusia · 703,9 | Valerian Sauveplane Francia 703,8      | Matthew Emmons Estados Unidos 702,2      |
| Rifle en pos. tendida 50 m (equipos)   | Estados Unidos 1791+117               | Corea del Sur 1791+112                 | Rusia · 1790                             |
| Rifle de aire 10 m (31.07)             | Niccolo Campriani · Italia · 702,5    | Péter Sidi · Hungría · 700,4           | Gagan Narang India 699,0                 |
| Rifle de aire 10 m (equipos)           | China 1787                            | Rusia · 1787                           | Italia · 1782                            |
| Pistola 50 m (01.08)                   | Tomoyuki Matsuda Japón 669,7          | Daemyung Lee Corea del Sur 665,2       | Viacheslav Podlesni · Kazajistán · 662,1 |
| Pistola 50 m (equipos)                 | Corea del Sur 1686                    | China 1681                             | España · 1680                            |
| Pistola rápida de fuego 25 m (06.08)   | Alexéi Klimov · Rusia · 787,1         | Zhang Yian China 785,6                 | Li Yuehong China 782,1                   |
| Pistola rápida de fuego 25 m (equipos) | China 1749                            | Rusia · 1732                           | Estados Unidos 1731                      |
| Pistola de fuego 25 m (08.08)          | Leonid Ekimov · Rusia · 589           | Júlio Almeida · Brasil · 586           | Paal Hembre · Noruega · 585              |
| Pistola de fuego 25 m (equipos)        | Brasil · 1748                         | Francia 1739                           | Corea del Sur 1735                       |
| Pistola estándar 25 m (07.08)          | Hong Seong-Hwan Corea del Sur 577     | Jin Yongde China 574+46                | Júlio Almeida · Brasil · 574+41          |
| Pistola estándar 25 m (equipos)        | China 1704                            | Alemania · 1703                        | Corea del Sur 1696                       |
| Pistola de aire 10 m (03.08)           | Tomoyuki Matsuda Japón 689,4          | Andrija Zlatić Serbia 689,2            | Jin Jong-Oh Corea del Sur 689,1          |
| Pistola de aire 10 m (equipos)         | Rusia · 1749                          | Serbia 1747                            | Corea del Sur 1742                       |
| Blanco móvil 50 m (10.08)              | Emil Martinsson · Suecia · 590        | Maxim Stepanov · Rusia · 589+19        | Alexander Zinenko · Ucrania · 590+18     |
| Blanco móvil 50 m (equipos)            | Rusia · 1765                          | Suecia · 1743                          | Eslovaquia · 1742                        |
| Blanco móvil mixto 50 m (08.08)        | Maxim Stepanov · Rusia · 394          | Miroslav Jurčo · Eslovaquia · 393      | Emil Martinsson · Suecia · 391           |
| Blanco móvil mixto 50 m (equipos)      | Rusia · 1169                          | Eslovaquia · 1159                      | Suecia · 1155                            |
| Blanco móvil 10 m (03.08)              | Dmitri Romanov · Rusia · 577+11       | Zhai Yujia China 576+9                 | Krister Holmberg · Finlandia · 577+12    |
| Blanco móvil 10 m (equipos)            | Rusia · 1725                          | China 1707                             | Ucrania · 1706                           |
| Blanco móvil mixto 10 m (06.08)        | Jo Yong-Chol Corea del Norte 385      | Zeng Guobin China 384                  | Jeong You-Jin Corea del Sur 383          |
| Blanco móvil mixto 10 m (equipos)      | China 1143                            | Rusia · 1136                           | Eslovaquia · 1133                        |
| Foso (03.08)                           | Alberto Fernández · España · 143      | Alexéi Alipov · Rusia · 142+2          | Jiří Lipták · República Checa · 142+1    |
| Foso (equipos)                         | Italia · 361                          | China 359                              | San Marino 359                           |
| Doble foso (05.08)                     | Joshua Richmond Estados Unidos 196    | Vasili Mosin · Rusia · 193+30          | Hu Binyuan China 193+29                  |
| Doble foso (equipos)                   | Estados Unidos 433                    | Rusia · 427                            | China 425                                |
| Skeet (10.08)                          | Valeri Shomin · Rusia · 149+22        | Ennio Falco · Italia · 149+21          | Georgios Achilleos Chipre 148            |
| Skeet (equipos)                        | Chipre 364                            | Italia · 363                           | Francia 362                              |

### Femenino
| Evento                                | Oro                                             | Plata                                    | Bronce                                    |
| ------------------------------------- | ----------------------------------------------- | ---------------------------------------- | ----------------------------------------- |
| Rifle 3 posiciones 300 m (10.08)      | Gyda Ellefsplass Olssen · Noruega · 583+18 pts. | Charlotte Jakobsen Dinamarca 583+17 pts. | Eva Friedel · Alemania · 578 pts.         |
| Rifle 3 posiciones 300 m (equipos)    | Polonia · 1727                                  | Estados Unidos 1723                      | Alemania · 1716                           |
| Rifle en pos. tendida 300 m (09.08)   | Bettina Bucher · Suiza · 599                    | Charlotte Jakobsen Dinamarca 597         | Catherine Houlmont Francia 597            |
| Rifle en pos. tendida 300 m (equipos) | Francia 1787                                    | Alemania · 1784                          | Polonia · 1774                            |
| Rifle 3 posiciones 50 m (06.08)       | Barbara Lechner · Alemania · 687,7              | Sonja Pfeilschifter · Alemania · 685,4   | Annik Marguet · Suiza · 681,2             |
| Rifle 3 posiciones 50 m (equipos)     | Estados Unidos 1758                             | Alemania · 1757                          | Serbia 1754                               |
| Rifle en pos. tendida 50 m (08.08)    | Tejaswini Sawant India 597+41                   | Joanna Ewa Nowakowska · Polonia · 597+39 | Olga Dovgun · Kazajistán · 596            |
| Rifle en pos. tendida 50 m (equipos)  | Suiza · 1780+111                                | Alemania · 1780+110                      | Corea del Sur 1779                        |
| Rifle de aire 10 m (01.08)            | Yi Siling China 505,6                           | Wu Liuxi China 501,4                     | Elania Nardelli · Italia · 501,0          |
| Rifle de aire 10 m (equipos)          | Alemania · 1190                                 | China 1189                               | Estados Unidos 1188                       |
| Pistola 25 m (09.08)                  | Kira Klimova · Rusia · 788,8+49,0               | Zorana Arunović Serbia 788,8+48,9        | Lenka Marušková · República Checa · 788,6 |
| Pistola 25 m (equipos)                | Rusia · 1745                                    | Serbia 1741                              | República Checa · 1739                    |
| Pistola de aire 10 m (08.08)          | Zorana Arunović Serbia 486,8                    | Lalita Yauhleuskaya Australia 485,0+9,1  | Viktoria Chaika · Bielorrusia · 485,0+8,2 |
| Pistola de aire 10 m (equipos)        | Australia 1145                                  | Corea del Sur 1143                       | China 1142                                |
| Blanco móvil 10 m (04.08)             | Li Xue Yan China 388+12                         | Zhao Li Li China 377+13                  | Irina Izmalkova · Rusia · 376+11          |
| Blanco móvil 10 m (equipos)           | China 1136                                      | Rusia · 1110                             | Ucrania · 1101                            |
| Blanco móvil mixto 10 m (05.08)       | Li Xue Yan China 390                            | Yang Zeng China 386                      | Su Li China 382                           |
| Blanco móvil mixto 10 m (equipos)     | China 1158                                      | Rusia · 1113                             | Ucrania · 1102                            |
| Foso (31.07)                          | Zuzana Štefečeková · Eslovaquia · 91            | Liu Yingzi China 89                      | Jessica Rossi · Italia · 87               |
| Foso (equipos)                        | Italia · 211                                    | China 209                                | San Marino 207                            |
| Doble foso (05.08)                    | Li Rui China 115                                | Zhang Yafei China 109                    | Li Qingnian China 107                     |
| Doble foso (equipos)                  | No realizado                                    | No realizado                             | No realizado                              |
| Skeet (07.08)                         | Kimberly Rhode Estados Unidos 97                | Wei Ning China 96                        | Danka Barteková · Eslovaquia · 95         |
| Skeet (equipos)                       | Estados Unidos 205                              | China 204                                | Eslovaquia · 201                          |

## Medallero
| Núm. | País            | Oro | Plata | Bronce | Total |
| ---- | --------------- | --- | ----- | ------ | ----- |
| 1    | Rusia           | 12  | 9     | 2      | 23    |
| 2    | China           | 10  | 16    | 6      | 32    |
| 3    | Estados Unidos  | 6   | 1     | 3      | 10    |
| 4    | Suiza           | 5   | 0     | 2      | 7     |
| 5    | Italia          | 3   | 2     | 3      | 8     |
| 6    | Alemania        | 2   | 5     | 2      | 9     |
| 7    | Corea del Sur   | 2   | 4     | 6      | 12    |
| 8    | Francia         | 2   | 3     | 4      | 9     |
| 9    | Japón           | 2   | 0     | 0      | 2     |
| 10   | Noruega         | 1   | 4     | 3      | 8     |
| 11   | Serbia          | 1   | 4     | 2      | 7     |
| 12   | Eslovaquia      | 1   | 2     | 4      | 7     |
| 13   | Suecia          | 1   | 1     | 2      | 4     |
| 14   | Brasil          | 1   | 1     | 1      | 3     |
|      | Polonia         | 1   | 1     | 1      | 3     |
| 16   | Australia       | 1   | 1     | 0      | 2     |
| 16   | Austria         | 1   | 1     | 0      | 2     |
| 16   | Hungría         | 1   | 1     | 0      | 2     |
| 19   | Bielorrusia     | 1   | 0     | 1      | 2     |
| 19   | Chipre          | 1   | 0     | 1      | 2     |
| 19   | España          | 1   | 0     | 1      | 2     |
| 19   | India           | 1   | 0     | 1      | 2     |
| 23   | Corea del Norte | 1   | 0     | 0      | 1     |
| 23   | Reino Unido     | 1   | 0     | 0      | 1     |
| 25   | Dinamarca       | 0   | 2     | 0      | 2     |
| 26   | Eslovenia       | 0   | 1     | 1      | 2     |
| 27   | Ucrania         | 0   | 0     | 5      | 5     |
| 28   | República Checa | 0   | 0     | 3      | 3     |
| 29   | Kazajistán      | 0   | 0     | 2      | 2     |
| 29   | San Marino      | 0   | 0     | 2      | 2     |
| 31   | Finlandia       | 0   | 0     | 1      | 1     |
|      | TOTAL           | 59  | 59    | 59     | 177   |